# 明治通 (東京都)
明治通（日语：／ Meijidōri */?）是日本東京都一條起自江東區夢之島，經墨田區、台東區、荒川區、北區、豐島區、新宿區、澀谷區通至港區南麻布2丁目的道路。
以1927年（昭和2年）之都市計劃為基礎，是東京最初的環狀道路「環狀5號線」。本街道澀谷至池袋間路段地下即為東京地下鐵副都心線。

## 正式名稱

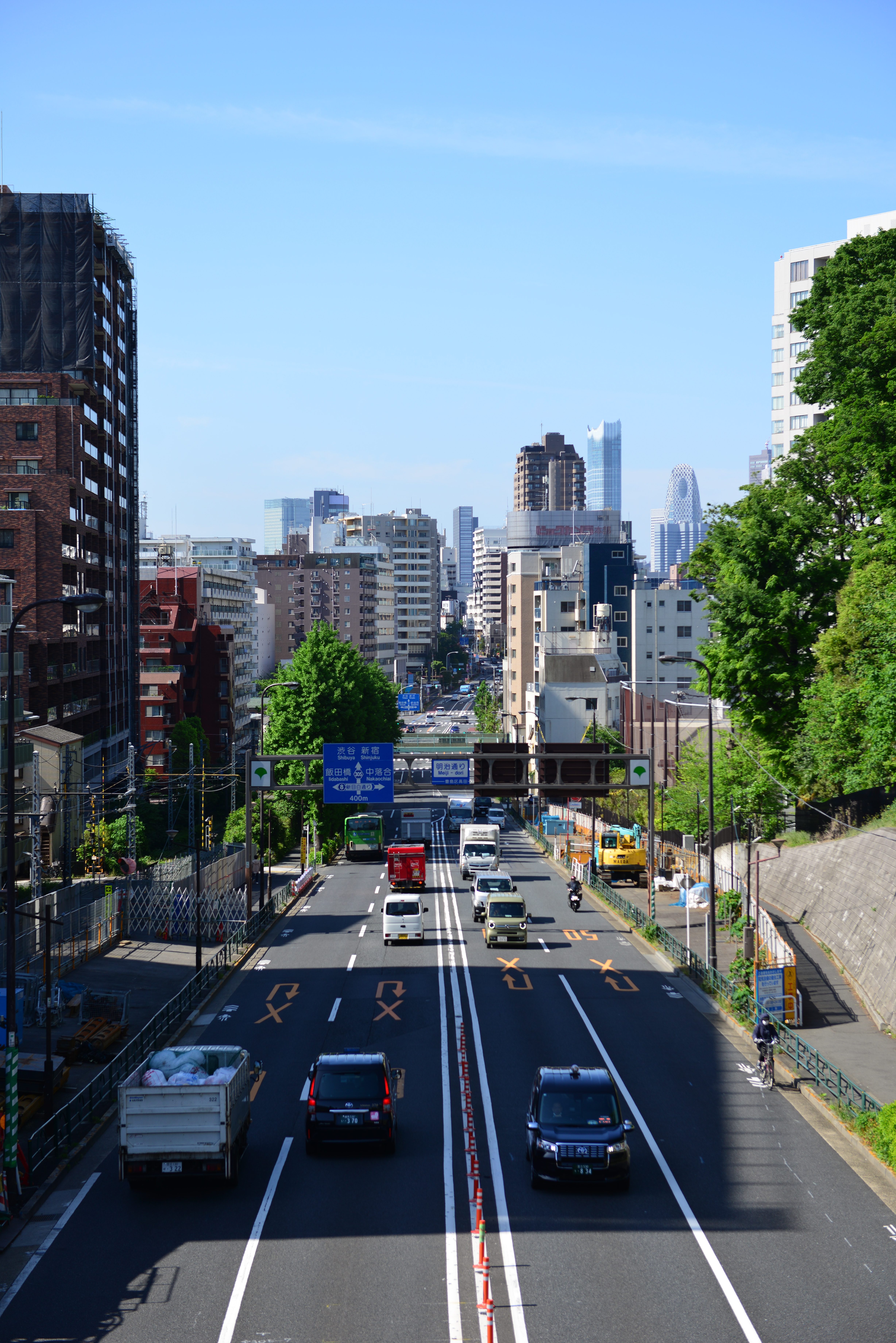
千登世橋下（自北向南）

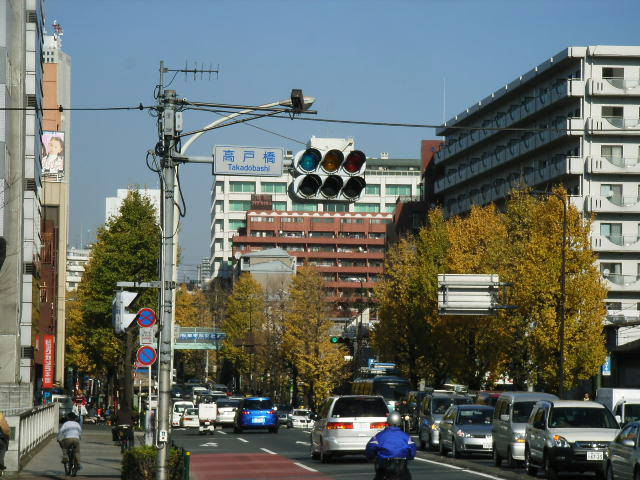
高戶橋交差点（北方向）

正式名稱如下：
夢之島

　　| 東京都道306號王子千住南砂町線

溝田橋

　　| 東京都道307號王子金町江戶川線

王子站前

　　| 國道122號

西巢鴨

　　| 東京都道305號芝新宿王子線

澀谷橋

　　| 東京都道416號古川橋二子玉川線

古川橋

## 經路
明治通經過的地區如下。
西側區間
北行
溝田橋 日產通

　　|

王子站前 國道122號（北本通）

　　|

飛鳥山 本鄉通

　　|

西巢鴨 國道17號（白山通、中山道）

　　|

上池袋 東京都道436號小石川西巢鴨線（癌研通）

　　|

池袋六又陸橋 國道254號（春日通、川越街道）

　　|

千登世橋 目白通

　　|

高戶橋 新目白通

　　|

馬場口 早稻田通

　　|

諏訪町 諏訪通

　　|

大久保二丁目 大久保通

　　|

新宿七丁目 職安通

　　|

新宿五丁目 靖國通

　　|

新宿三丁目 新宿通

　　|

新宿四丁目 國道20號（甲州街道）

　　|

神宮前 表参道通

　　|

澀谷站東口 國道246號（青山通、玉川通）

　　|

澀谷橋 駒澤通

　　|

天現寺橋 外苑西通

　　|

古川橋 東京都道415號高輪麻布線（放射1號線）

東側區間
北行
溝田橋 日產通

　　|（環狀5之2號線）

田端新町一丁目 尾久橋通

　　|（環狀5之2號線）

宮地 尾竹橋通

　　|

大關橫丁 國道4號（昭和通、日光街道）

　　|

東向島 國道6號（水戶街道）

　　|

白鬚橋東詰 墨堤通

　　|

小村井 丸八通

　　|

福神橋 淺草通

　　|

龜戶四丁目 藏前橋通

　　|

龜戶站前 國道14號（京葉道路）

　　|

江東區民中心前 新大橋通

　　|

境川 清洲橋通

　　|

南砂四丁目 葛西橋通

　　|

日曹橋 永代通

　　|

夢之島 國道357號（灣岸道路）

## 整備計劃
以下為計劃中之整備計劃。
- 池袋站東口繞道

池袋六又陸橋至千登世橋間迂回的經路。
- 新宿站東口繞道

新宿六丁目至千駄谷間迂回的經路。
一部分已經開通。剩餘部分隧道化建設準備中。平成23年度完成預定。